# فيديليو
فيديليو (بالألمانية: Fidelio)، هي أوبرا باللغة ألمانية من تأليف بلودفيغ فان يتهوفن، كتب الليبيرتو الشاعر والثوري الفرنسي جان نيكول بويي [الإنجليزية]، ترجمها وأخرجها بالألمانية يوزيف سونلايتر. عرضت لأول مرة في 20 نوفمبر 1805 على خشبة تياتر أن در فين [الإنجليزية] في فيينا.